# Café (documental)
Café es un documental mexicano dirigido por Hatuey Viveros Lavielle que ganó el Sesterce d’or a Mejor Documental en el festival de cine Visions du réel. La película está hablada en náhuatl. 

## Sinopsis
Café sigue a una familia de la sierra de Puebla que debe sobreponerse a la pérdida de Antonio, el padre. Esto se suma a los problemas a los que ya se enfrenta una comunidad de escasos recursos. Teresa, la madre, intentará sacar adelante a sus hijos: Jorge, quien busca convertirse en el primer abogado de la zona y mejorar las oportunidades de quienes habitan ahí; y Rosario, una joven que debe tomar una decisión sobre su futuro.

## Premios y reconocimientos
Café recibió en 2014 el Gran Premio del Visions du Reel International Film Festival, en Suiza. También obtuvo el Premio a Mejor Documental Biarritz International Festival of Latin American Cinema y el Premio Reveu Sequence del Montreal First Peoples Festival. Un año después formó parte del festival Docs Fortnight del Museo de Arte Moderno de Nueva York.

## Sobre la película
La película surgió dado que el padre de Hatuey Viveros Lavielle y el padre de la familia retratada eran amigos cercanos.